# Complétude (entreprise)
Pour les articles homonymes, voir Complétude.
Complétude est une entreprise française de soutien scolaire fondée en 1984.

## Historique
Complétude est fondée en 1984 par Hervé Lecat.
Âgé de 18 ans, Hervé Lecat intègre Centrale Paris et développe avec un autre élève, Gilles Martin, des sessions de préparation au bac pour les lycéens en terminale. Trois années après sa création, les sessions comptent 600 élèves. L'activité prend le nom d'Objectif Math. En 1991, Hervé Lecat rachète la part de son associé. Début 2000, Hervé Lecat ajoute à son offre une activité de soutien scolaire à domicile. L'entreprise prend ensuite le nom de Complétude.
En 2002, Complétude compte quatre agences. En 2003, l'entreprise possède 34 agences.
À la rentrée 2010, Hervé Lecat lance Kinougarde, un service de garde d'enfants à domicile. Le 10 novembre 2010, Complétude lève 1,5 million d'euros auprès de Turenne Capital pour développer Kinougarde. Hervé Lecat possède 78 % du capital de Complétude après la levée de fonds.
Sur l'année 2011-2012, 8 660 personnes ont dispensé des cours de soutien scolaire. Sur l'année 2012, le chiffre d'affaires de Complétude est de 8,2 millions d'euros.
En novembre 2017, Complétude réalisait 470 000 heures de soutien scolaire à domicile pour 180 000 élèves et 9 000 personnes donnant des cours dont la moyenne d'âge est de 32 ans.
En novembre 2021, Hervé Lecat associe les fonds Raise Invest et Geneo Capital Entrepreneur au capital de son groupe via la holding Epiktet. Hervé Lecat passe de 85 % à 55 % des parts. En octobre 2023, Epiktet rachète le service de garde d'enfants en langue étrangère Mômji pour compléter les offres de Complétude et Kinougarde.
Complétude réalise sur l'exercice 2022-2023 — qui s'est terminé le 31 juillet 2023 — un chiffre d'affaires de 12,02 millions d'euros.